# Robert Henry Goldsborough
Robert Henry Goldsborough, född 4 januari 1779 i Talbot County, Maryland, död 5 oktober 1836 i Talbot County, Maryland, var en amerikansk politiker. Han representerade delstaten Maryland i USA:s senat 1813–1819 och på nytt från 1835 fram till sin död. Han var först federalist och senare whig.
Goldsborough utexaminerades från St. John's College i Annapolis. Han deltog i 1812 års krig.
Philip Reeds mandatperiod i USA:s senat löpte ut i mars 1813 men delstatens lagstiftande församling kunde inte enas om en efterträdare. I maj 1813 valdes sedan Goldsborough till senaten. Han efterträddes 1819 som senator av Edward Lloyd.
Senator Ezekiel F. Chambers avgick den 20 december 1834. Goldsborough tillträdde sedan på nytt som senator den 13 januari 1835. Han avled i ämbetet och efterträddes av John S. Spence.
Goldsborough var anglikan. Han gravsattes på familjekyrkogården i Talbot County.